# Jessica Nelson
Pour les articles homonymes, voir Nelson.
Jessica L. Nelson (Jessica Louise Nelson) née dans la Drôme, est une romancière française, cofondatrice des éditions des Saints Pères.

## Biographie
Elle est diplômée de l'Institut d'Etudes Politiques de Paris Sciences Po  Paris, avec spécialisation en journalisme et image de marque / publicité, en 2001.
Passionnée de littérature, elle crée avec des amis un site www.zone-litteraire.com et travaille dans le monde de l'édition, comme critique littéraire pour les revues Le Magazine littéraire, Citizen K, Sofa, au service des manuscrits, puis éditrice pour les éditions Balland, et dans la production audiovisuelle (Kuiv Productions). 
En 2005, elle publie son premier roman Mesdames, souriez chez Fayard, pour lequel elle obtient la bourse Lagardère, le prix du Premier roman du Doubs, et le Prix littéraires Les Lauriers Verts de La Forêt des livres . Elle poursuit avec le recueil de nouvelles collectif Plumes et dentelles, aux éditions Ramsay, et fait l'ouverture d'un cadavre exquis pour le journal du Salon du livre de Paris en mars 2006.
Jessica Nelson est un temps conseillère littéraire pour l'ancienne émission Vol de nuit présentée par Patrick Poivre d'Arvor, membre du comité de lecture des éditions Plon, et collabore avec des marques de luxe pour la rédaction de textes publicitaires.
En 2008, elle publie un essai sur l'anorexie Tu peux sortir de table. Un autre regard sur l'anorexie chez Fayard et participe au recueil de nouvelles 11 femmes aux éditions J'ai lu, rédigé par 11 romancières.
Rédactrice en chef de l'émission Au Field de la nuit présentée par Michel Field pendant 7 saisons, elle intervient également à titre de chroniqueuse en plateau. Entre 2015 et 2017, elle est chroniqueuse dans l'émission Au Fil des Mots, présentée par Christophe Ono-dit-Biot (TF1). 
En 2010 elle publie L'ombre de Thésée, premier tome de la série de romans pour la jeunesse des Conjurés de Niobé, aux éditions Baam ! / J'ai lu, suivi du second tome Le choix de Jason fin 2010.
En 2012, elle fonde avec Nicolas Tretiakow les éditions des Saints Pères, maison d'édition qui propose la reproduction (séries limitées et numérotées) de manuscrits d’œuvres littéraires reconnues, comme Hygiène de l'assassin, d'Amélie Nothomb, L'Écume des jours de Boris Vian, La Belle et la Bête de Jean Cocteau, Le Mépris de Jean-Luc Godard, Voyage au bout de la nuit de Louis-Ferdinand Céline ou encore Vingt mille lieues sous les mers de Jules Verne,,. 
Elle est critique littéraire pour le magazine Point de Vue depuis 2014 ; cofondatrice et membre permanent du jury du prix de la Closerie des Lilas depuis 2007.

## Maison d'édition
- 2012 : cofondation avec Nicolas Tretiakow des éditions des Saints Pères.